# Меніппа
Мені́ппа (грец. Мепірре) — 1) нереїда ; 2) дочка співця Таміріса, за однією з версій, мати Орфея; 3) дочка Оріона, яку Афіна навчала ткацтва. Разом із сестрою Метіохою принесла себе в жертву, щоб урятувати країну аонів від чуми.